# Rózsavölgyi László (püspök)
Rózsavölgyi László (Nagylók, 1919. március 15. – Budapest, 1987. augusztus 2.) magyar lelkész. 

## Életpályája
1942. június 14-én Esztergomban pappá szentelték. 1942-ben Somorján, 1944-ben Terézvárosban, 1946-ban Óbudán káplán volt. 1947-ben hittanár lett. 1949–1957 között Kelenföldön káplán volt. 1951-től tagja volt a Regnum Marianum Közösségnek. 1953–1954 között a vezetőképző egyik szervezője volt. 1956. október 23-án a papi szeminátiumi gyűlésen fölszólalt. A budapesti Damjanich utcai kápolna létrehozásán fáradozott, amikor 1957. március 6-án letartóztatták. 1957. március 29-én engedték szabadon. 1957-ben Tokod, 1958-ban a Szent Rókus-kápolna káplánja volt. 1960-ban Szügyön volt lelkész. 1960. november 22-én ismét letartóztatták. 1961. július 3. és július 6. között az első regnumi perben IV. rendű vádlottként 3 év 10 hónapi börtönre és 3000 Ft vagyonelkobzásra ítélték. 1962-ben Márianosztrán a szövőüzemben szőnyeget csomózott. 1963. márciusában a Gyűjtőfogházból szabadult. 1964. októberében átvette Emődi László egyik ifjúsági csoportját. 1964. december 8-án újból letartóztatták; összeesküvésre irányuló előkészület bűntettének vádjával bíróság elé állították. 1965. április 29. és május 21. között a második perben Bimbó István III. rendű vádlottként 3 és fél év börtönre, 3000 Ft vagyonelkobzásra és 4 évi politikai jogfoszásra ítélte. 1968-ban szabadult, de csak 1981-ben kaphatott egyházi beosztást; haláláig a XXIII. János pápa Szeretetotthon gondnoka és lelkiigazgatója volt.
3 csoportot, ált. alsós, felsős és gimnáziumi csoportot vezetett, azokkal hetenként találkozott, a vezetőképzőn előadásokat tartott. 1957-ben azzal vádolták meg, hogy „szabálytalanul” kezelte a rábízott anyagiakat. Titokban hitoktató, írásos anyagokat sokszorosított és az összejöveteleken szétosztotta.